# Job for a Cowboy
Job for a Cowboy är ett amerikanskt deathcore-band från Glendale, Arizona, bildat 2003.

## Medlemmar
Nuvarande medlemmar
- Jonny Davy – sång (2003– )
- Al Glassman – rytmgitarr (2008– )
- Nick Schendzielos – basgitarr (2011– )
- Tony Sannicandro – sologitarr, bakgrundssång (2011– )

Tidigare medlemmar
- Chad Staples – basgitarr (2003–2004)
- Andy Rysdam – trummor (2003–2004)
- Ravi Bhadriraju – rytmgitarr (2003–2008)
- Andrew Arcurio – sologitarr (2003–2006)
- Elliott Sellers – trummor (2004–2006)
- Brent Riggs – basgitarr, bakgrundssång (2004–2011)
- Bobby Thompson – gitarr (2006–2011)
- Jon "The Charn" Rice – trummor (2007–2013)

Turnerande musiker
- Gunface (Mike McKenzie) – basgitarr (2012)
- Jon "The Charn" Rice – trummor (2016)

Bidragande musiker (studio)
- Danny Walker – trummor (2013–2014)

## Diskografi
Studioalbum
- 2007 – Genesis
- 2009 – Ruination
- 2012 – Demonocracy
- 2014 – Sun Eater

• 2024 - Moon Healer
EP
- 2005 – Doom
- 2010 – Live Ruination
- 2011 – Gloom

Singlar
- 2009 – "Unfurling a Darkened Gospel"
- 2011 – "Misery Reformatory"
- 2012 – "Nourishment Through Bloodshed"